# Black Labyrinth
 (juillet 2018).
Si vous disposez d'ouvrages ou d'articles de référence ou si vous connaissez des sites web de qualité traitant du thème abordé ici, merci de compléter l'article en donnant les références utiles à sa vérifiabilité et en les liant à la section « Notes et références ».
Black Labyrinth est un album studio solo du chanteur de Korn, Jonathan Davis, sorti le 25 mai 2018 sous le label Sumerian Records.
Le premier single, What it is, sorti le 26 janvier 2018, fait partie de la bande-son du film American Satan.

## Description
Même si le style de Jonathan Davis reste reconnaissable, cet album solo lui permet un travail personnel plus expérimental. Le style est donc plus éclectique que lorsqu'il travaille avec le groupe Korn, mais l'album s'inscrit tout de même dans un genre « dark-metal-pop », « plus metal industriel que néo metal ». Davis explique avoir fait appel à toutes sortes de musiciens différents sur cet album, sur lequel il a travaillé pendant 10 ans. Il l'a enregistré dans des conditions live. Music Existence note un travail important réalisé au niveau de la batterie.
L'auteur s'est inspiré de thèmes comme le consumérisme, la religion, l'apathie, et l'expérience Genzfeld qui a été utilisée dans le domaine de la parapsychologie.
Pour promouvoir la future sortie de son album le 25 mai 2018, le chanteur lance une tournée à travers les États-Unis qui commence le 6 avril 2018 à Portland, dans l'Oregon, et qui se termine le 19 mai dans le New Jersey,,.

## Liste des titres
| No            | Titre              | Auteur(s)                                      | Durée |
| ------------- | ------------------ | ---------------------------------------------- | ----- |
| 1.            | Underneath My Skin | Jonathan Davis                                 | 3:46  |
| 2.            | Final Days         | Jonathan Davis                                 | 4:37  |
| 3.            | Everyone           | Jonathan Davis                                 | 2:53  |
| 4.            | Happiness          | Jonathan Davis                                 | 2:58  |
| 5.            | Your God           | Jonathan Davis                                 | 2:49  |
| 6.            | Walk On By         | Jonathan Davis                                 | 3:41  |
| 7.            | The Secret         | Jonathan Davis, Miles Mosley, Lauren Christy   | 3:31  |
| 8.            | Basic Needs        | Jonathan Davis, Lauren Christy, and Gary Clark | 6:14  |
| 9.            | Medicate           | Jonathan Davis and Zac Baird                   | 3:57  |
| 10.           | Please Tell Me     | Jonathan Davis                                 | 4:28  |
| 11.           | What You Believe   | Jonathan Davis                                 | 4:05  |
| 12.           | Gender             | Jonathan Davis and Lauren Christy              | 3:27  |
| 13.           | What It Is         | Jonathan Davis, Lauren Christy, and Gary Clark | 3:54  |
| Durée totale: | Durée totale:      | Durée totale:                                  | 50:20 |